# (6504) Lehmbruck
(6504) Lehmbruck es un asteroide perteneciente al cinturón de asteroides, descubierto el 24 de septiembre de 1960 por Cornelis Johannes van Houten en conjunto a su esposa también astrónoma Ingrid van Houten-Groeneveld y el astrónomo Tom Gehrels desde el Observatorio del Monte Palomar, Estados Unidos.

## Designación y nombre
Designado provisionalmente como 4630 P-L. Recibe su nombre del escultor alemán Wilhelm Lehmbruck (1881-1919). Tras su formación en la Academia de Bellas Artes de Düsseldorf, se trasladó a París para estudiar con Rodin y Maillol. Todas sus esculturas son alargadas y tienen extremidades delgadas. La mayor parte de su obra se puede ver en el museo de Duisburg, su ciudad natal.

## Características orbitales
Lehmbruck está situado a una distancia media del Sol de 2,421 ua, pudiendo alejarse hasta 2,813 ua y acercarse hasta 2,029 ua. Su excentricidad es 0,162 y la inclinación orbital 6,088 grados. Emplea 1375,83 días en completar una órbita alrededor del Sol.

## Características físicas
La magnitud absoluta de Lehmbruck es 14,55. 